# Mycterus quadricollis
Mycterus quadricollis is een keversoort uit de familie Mycteridae. De wetenschappelijke naam van de soort is voor het eerst geldig gepubliceerd in 1874 door Horn.